# Мобилни изчисления
Мобилните изчисления (на английски: Mobile computing) са тип компюрни изчисления, приложени върху мобилни, преносими компютри и устройства, при взаимодействието между човек и компютър или изчислително устройство , при което се очаква компютърът или устройството да може да бъде подвижно, тоест ръчно преносимо, носимо или да се държи в дланите, и да може да се транспортира, дори по време на нормална употреба, което позволява предаване на текст, обмен на данни, глас и видео. Мобилните изчисления включват мобилни комуникации, мобилно оборудване и мобилен софтуер. Комуникационните проблеми включват специални мрежи и инфраструктурни мрежи, както и комуникационни свойства, протоколи, формати на данни и специфични технологии. Хардуерът включва мобилни устройства или компоненти на устройства. Мобилният софтуер отчита характеристиките и изискванията на мобилните приложения.

## Виж още
- Мобилно приложение